# Gonzalo Mujica
Gonzalo Fernando Mujica Benoit (Montevideo, 6 de junio de 1956) es un político uruguayo, actual representante nacional por el departamento de Montevideo. Exintegrante del Frente Amplio, desde 2005 hasta 2017 se desempeñó como representante nacional por el departamento de Montevideo en representación de esa fuerza política. El 16 de abril de 2018 adhirió al sector Todos del Partido Nacional, sector liderado por Luis Lacalle Pou, del cual se retiró el 12 de diciembre de 2020 para declararse independiente.

## Biografía
Nació el 6 de junio de 1956 en Montevideo, en el barrio La Blanqueada, y fue el tercero de cuatro hijos de un matrimonio de ingenieros químicos. Cursó estudios primarios y secundarios en el mismo barrio, en la escuela N.º 88, y en el liceo N.º 8. Tiene dos hijos: Marcela y Joaquín.
Su actividad gremial comenzó en 1968, como delegado de la Asociación de Estudiantes del Liceo N.º 8, tarea que cumplió sin interrupciones hasta 1972. 
Ingresó a la Facultad de Medicina en 1974, año en que fue detenido por primera vez, junto con el sacerdote Perico Pérez Aguirre, en un operativo de las Fuerzas Conjuntas.
Participó de la fundación en Las Piedras de la granja hogar «La Huella» en 1975, junto con un grupo de laicos y los sacerdotes Pérez Aguirre y Roberto García. Se retiró del hogar dos años después.
En 1976 comenzó su militancia clandestina en plena dictadura cívico-militar, en la Asociación de Estudiantes de Medicina. En su calidad de secretario de Organización de la Federación de Estudiantes Universitarios del Uruguay (FEUU), participó de la campaña clandestina por el No en el plebiscito de 1980. En 1981 fue detenido y condenado a seis años de prisión por la dictadura.
Fue liberado en noviembre de 1984. Ya en libertad fue nombrado miembro del Secretariado Ejecutivo de la FEUU, función que cumplió hasta noviembre de 1986. Entre 1986 y 2004 se desempeñó en la actividad privada.
En las elecciones nacionales de 2004 fue elegido representante nacional de Montevideo por la lista del Nuevo Espacio 99000 - Frente Amplio. Es el fundador de la Agrupación “Proyecto Nacional de Izquierda” (Lista 709), que integra el Espacio 609.
En su primera legislatura integró la Comisión de Hacienda y las Comisiones Especiales sobre Marco Cooperativo; Para el Seguimiento de la Situación Carcelaria; Para el Seguimiento de la Deuda Interna; e Investigadora de los Entes Autónomos.
En las elecciones nacionales de 2009 fue reelecto representante nacional de Montevideo por el Espacio 609 - Frente Amplio para la legislatura iniciada el 15 de febrero de 2010 y finalizada el 14 de febrero de 2015.
En ese segundo período en la Cámara de Representantes integró la Comisión de Hacienda hasta 2014, cuando pasó a integrar la Comisión de Constitución, Códigos, Legislación General y Administración, además de actuar durante toda la legislatura en la Comisión Especial con Fines Legislativos Vinculados al Lavado de Activos y Crimen Organizado.
Integra el Parlamento Latinoamericano (Parlatino) y es miembro de la Comisión de Seguridad Ciudadana, Combate y Prevención al Narcotráfico, Terrorismo y Crimen Organizado.
En las elecciones nacionales de 2014 fue elegido, por tercera vez consecutiva, diputado de Montevideo por el Espacio 609 del Frente Amplio para la legislatura que se instaló el 15 de febrero de 2015 y se extenderá hasta el 14 de febrero de 2020.
A fines de 2015 abandonó el Espacio 609 y se integró a Asamblea Uruguay, grupo liderado por el ministro de economía Danilo Astori.
En octubre de 2016 declaró que ya no coordinaría con la bancada de diputados del Frente Amplio, y votó a favor de establecer una comisión investigadora sobre negocios realizados con Venezuela.